# 274 до н. е.

## Події
- кінець влади верховного короля Ірландії (згідно з «Історією Ірландії» Джеффрі Кітінга) Еохайда Айлтлехана
- Перша Сирійська війна